# Stará Bašta
Stará Bašta, ungarisch Óbást ist eine Gemeinde in der südlichen Mittelslowakei mit 323 Einwohnern (Stand 31. Dezember 2024), die im Okres Rimavská Sobota, einem Kreis des Banskobystrický kraj, liegt.

## Geographie
Die Gemeinde befindet sich im Bergland Cerová vrchovina in der Landschaft Medves, am Bach Veľký potok, eines Zuflusses der Gortva im Einzugsgebiet der Rimava, nahe der Staatsgrenze zu Ungarn. Nördlich des Ortes erstreckt sich das Naturreservat Pohanský hrad. Das Ortszentrum liegt auf einer Höhe von 280 m n.m. und ist 22 Kilometer von Fiľakovo sowie 38 Kilometer von Rimavská Sobota entfernt.
Nachbargemeinden sind Hajnáčka im Norden, Gemerský Jablonec im Nordosten und Osten, Nová Bašta im Südosten und Süden, Radzovce im Westen und Šurice im Nordwesten.

## Geschichte
Aus der Bronzezeit stammen Funde einer Siedlung der Piliny-Kultur.
Stará Bašta wurde wahrscheinlich im 12. Jahrhundert gegründet, zum ersten Mal 1455 als Obasth schriftlich erwähnt und lag damals im Herrschaftsgebiet der Burg Gemer. Zwischen 1554 und 1593 stand das Gebiet unter türkischer Besetzung, danach wurde der Ort Gut der Burg Šomoška, teilweise Besitz des Landadels. 1828 zählte man 45 Häuser und 426 Einwohner, die als Landwirte beschäftigt waren.
Bis 1918/19 gehörte der im Komitat Neograd liegende Ort zum Königreich Ungarn und kam danach zur Tschechoslowakei beziehungsweise heute Slowakei. Auf Grund des Ersten Wiener Schiedsspruchs lag er von 1938 bis 1944 noch einmal in Ungarn.

## Bevölkerung
| Jahr                | 1994 | 2004     | 2014     | 2024    |
| ------------------- | ---- | -------- | -------- | ------- |
| Anzahl der Personen | 416  | 368      | 318      | 323     |
| Unterschied         |      | −11,53 % | −13,58 % | +1,57 % |

| Jahr                | 2023 | 2024    |
| ------------------- | ---- | ------- |
| Anzahl der Personen | 319  | 323     |
| Unterschied         |      | +1,25 % |

Gemäß der Volkszählung 2011 wohnten in Stará Bašta 326 Einwohner, davon 288 Magyaren und 29 Slowaken. Ein Einwohner gab eine andere Ethnie an und acht Einwohner machten keine Angabe zur Ethnie.
309 Einwohner bekannten sich zur römisch-katholischen Kirche, sechs Einwohner zur reformierten Kirche, zwei Einwohner zur Evangelischen Kirche A. B. Ein Einwohner bekannte sich zu einer anderen Konfession, drei Einwohner waren konfessionslos und bei fünf Einwohnern wurde die Konfession nicht ermittelt.